# خلیج نای‌بند
خلیج نای‌بند (نایبند) خلیجی کوچک در حاشیه شمالی خلیج فارس در مقابل نای‌بند در نزدیکی عسلویه در استان بوشهر است. پارک ملی نای‌بند که یک منطقه حفاظت‌شده است، در کرانه شمالی این خلیج قرار دارد.
در سال ۱۳۷۵ خلیج نای‌بند همراه با بخشی از دماغه نای‌بند با مساحت ۱۹۵۰۰ هکتار به عنوان منطقه حفاظت شده نای‌بند در فهرست مناطق حفاظت شده ایران قرار گرفت. این منطقه همراه با مناطق دیگر از جمله دماغه نای‌بند و بخشی از آب‌های خلیج فارس در سال ۱۳۸۳ به عنوان اولین پارک ملی دریایی ایران ثبت و اعلام شد.